# کوئنکا
کوئنکا (اسپانیایی: Cuenca) مرکز استان کوئنکای اسپانیا است. جمعیت آن ۴۷٬۸۶۲ نفر و مساحتش ۲۹ کیلومتر مربع است.

## فرهنگ

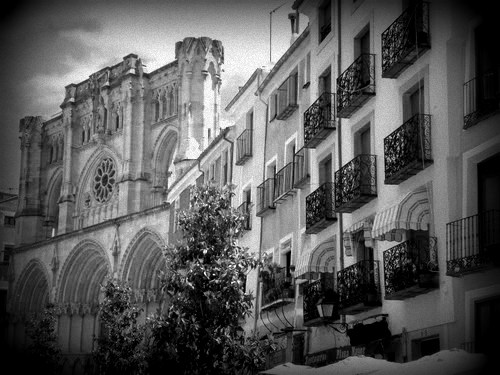
کاتدرال کوئنکا
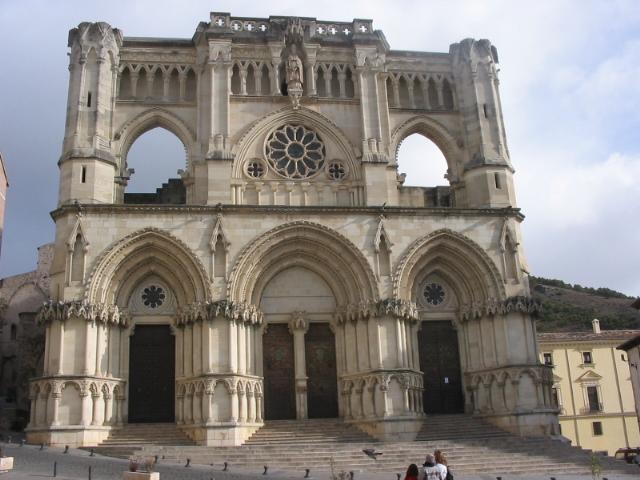
کاتدرال کوئنکا
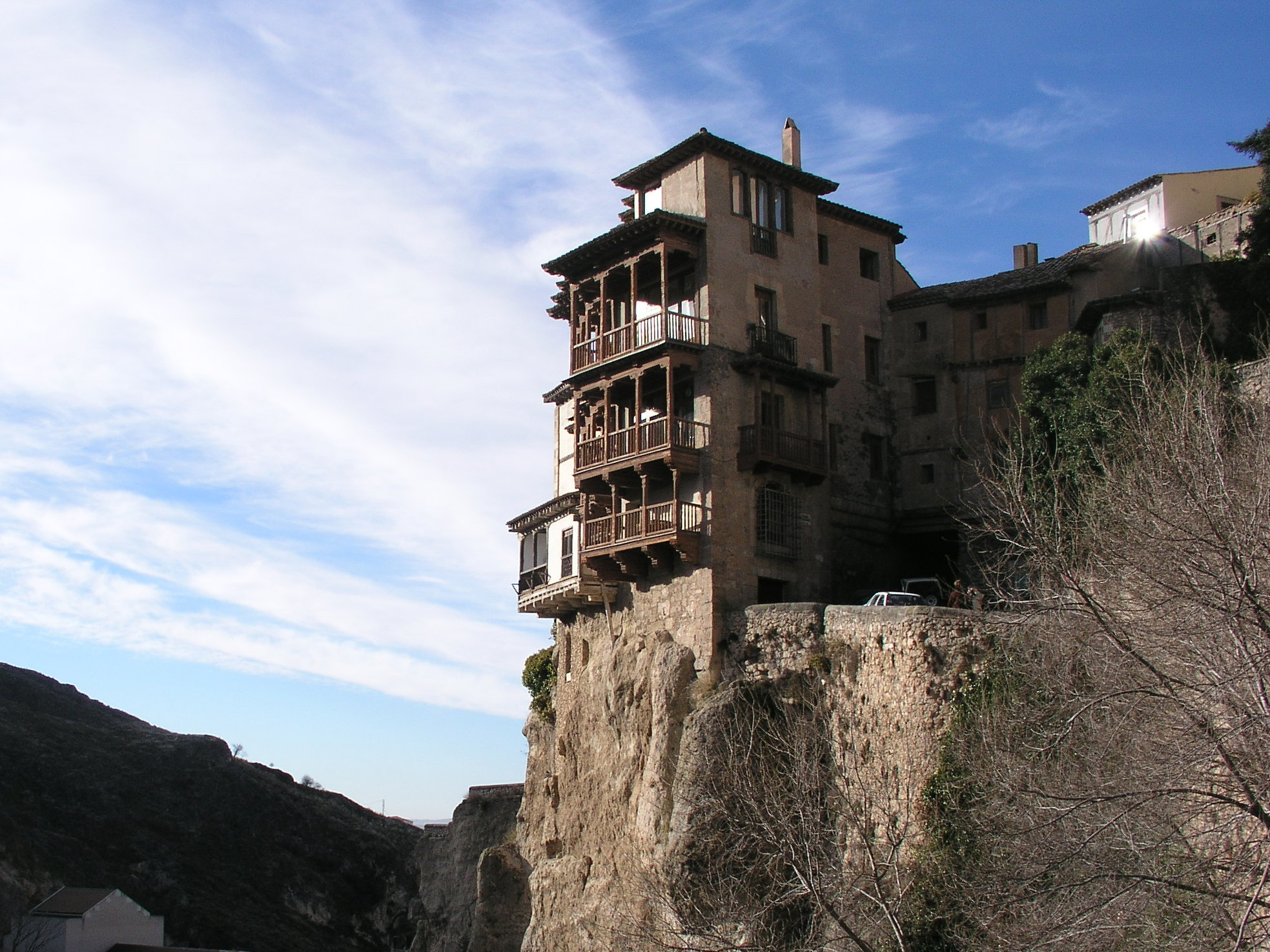
خانه‌های آویزان (Casas Colgadas)
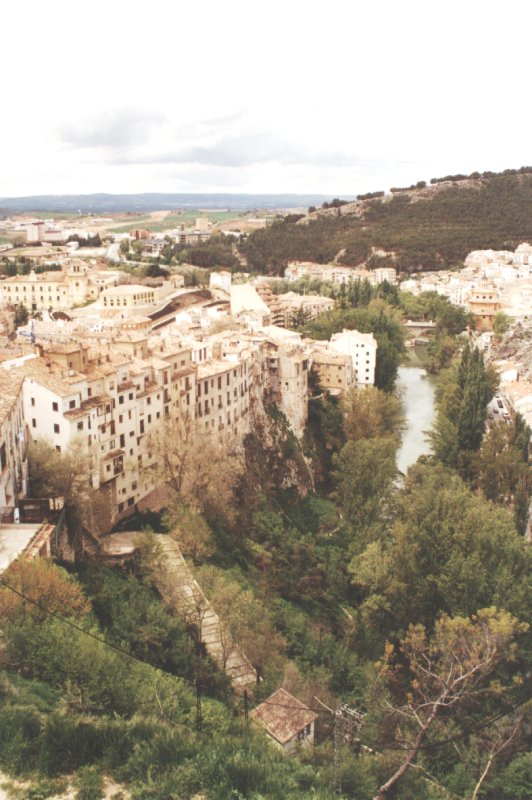
رود خوکار که از میان شهر کوئنکا می‌گذرد